# Festival Internacional de Cine de Cannes de 2018
El Festival Internacional de Cine de Cannes de 2018, 71.ª edición, se celebró del 8 al 19 de mayo de 2018. La actriz australiana Cate Blanchett fue nombrada Presidenta del Jurado. 
La Palma de Oro fue otorgada a Un asunto de familia de Hirokazu Kore-eda
La película Todos lo saben de Asghar Farhadi, thriller psicológico protagonizando por Javier Bardem, Penélope Cruz y Ricardo Darín, fue la encargada de la apertura del festival. Fue la segunda película de habla española en abrir Cannes, siendo la primera en hacerlo La mala educación de Pedro Almodóvar, la cual fue proyectada en la noche de apertura del Festival de Cannes de 2004.

## Jurados

### Competición principal

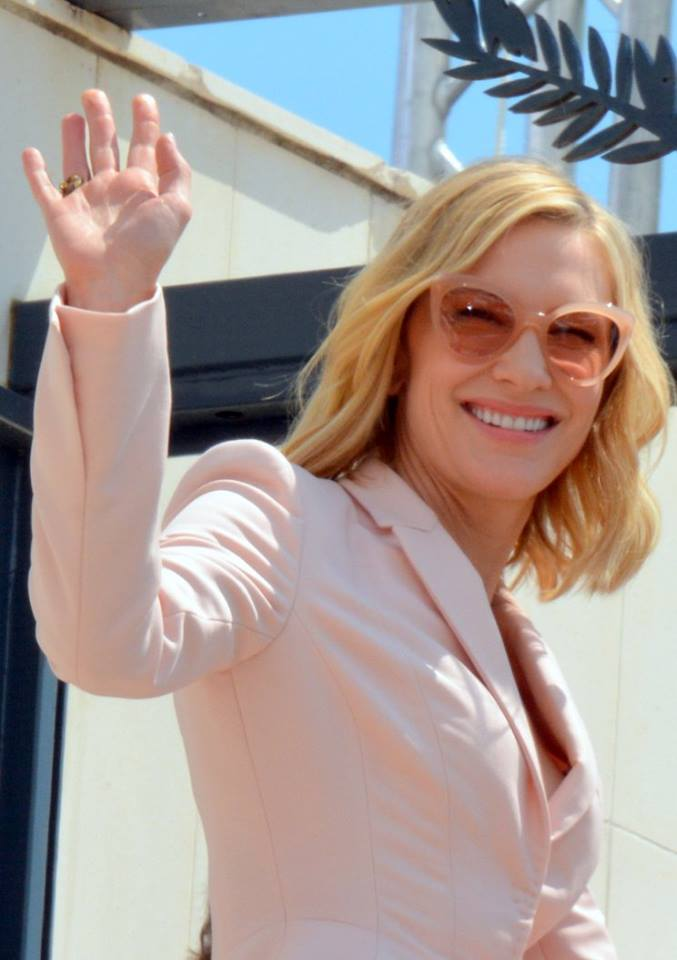
Cate Blanchett, Presidenta del jurado de la sección oficial.

- Cate Blanchett, actriz australiana (Presidenta)[2]
- Chang Chen, actor taiwanés
- Ava DuVernay, directora estadounidense
- Robert Guédiguian, director francés
- Khadja Nin, cantante burundés
- Léa Seydoux, actriz francesa
- Kristen Stewart, actriz estadounidense
- Denis Villeneuve, director canadiense
- Andrey Zvyagintsev, director ruso

### Un Certain Regard
- Benicio del Toro, actor portorriqueño (Presidente)[3]
- Kantemir Balagov, director ruso[4]
- Julie Huntsinger, director del Festival de Cine de Telluride
- Annemarie Jacir, director y escritor palestino
- Virginie Ledoyen, actriz francesa

### Cámara d'O
- Ursula Meier, directora suiza (Presidenta)[5]

### Cinéfondation y cortometrajes
- Bertrand Bonello, director francés, presidente del jurado[6]
- Marie Amachoukeli, director francés[7]
- Iris Brey, crítico y director estadounidense
- Sylvain Fage, presidenta del Cinéphase
- Jeanne Lapoirie, director de fotografía francés
- Arnaud y Jean-Marie Larrieu, directores y escritores franceses

### Jurados independientes
Semana de la crítica
- Joachim Trier, director noruego (Presidente)[8]
- Chloë Sevigny, directora y actriz estadounidense.
- Nahuel Pérez Biscayart, actor argentino.
- Eva Sangiorgi, director italiano del Festival de Viena.
- Augustin Trapenard, periodista de cultura francesa.

L'Œil d'or
- Emmanuel Finkiel, director francés (Presidente)[9]
- Lolita Chammah, actriz francesa
- Isabelle Danel, crítico de cine francés
- Kim Longinotto, director de documentales británico
- Paul Sturtz, director del True/False Film Festival

## Selección oficial

### En competición
Las siguientes películas fueron seleccionadas para competir para la Palma de Oro:
| Título internacional                     | Título original              | Director(s)           | País de producción |
| ---------------------------------------- | ---------------------------- | --------------------- | ------------------ |
| En guerra                                | En Guerre                    | Stéphane Brizé        | Francia            |
| Asako I & II                             | Netemo Sameteo               | Ryūsuke Hamaguchi     | Japón              |
| La ceniza es el blanco más puro          | Jiang hu er nv               | Jia Zhangke           | China              |
| Burning                                  | Beoning                      | Lee Chang-dong        | Corea del Sur      |
| Capernaum                                | Cafarnaúm                    | Nadine Labaki         | Líbano             |
| Infiltrado en el KKKlan                  | BlacKkKlansman               | Spike Lee             | Estados Unidos     |
| Guerra fría                              | Zimna wojna                  | Paweł Pawlikowski     | Polonia            |
| Dogman                                   | Dogman                       | Matteo Garrone        | Italia             |
| Todos lo saben                           | Todos lo saben               | Asghar Farhadi        | España             |
| Las chicas del sol                       | Les Filles du soleil         | Eva Husson            | Francia            |
| Lazzaro feliz                            | Lazzaro felice               | Alice Rohrwacher      | Italia             |
| El libro de imágenes                     | Le Livre d'image             | Jean-Luc Godard       | Francia            |
| La daga en el corazón                    | Un couteau dans le cœur      | Yann Gonzalez         | Francia            |
| Ayka                                     | Айка                         | Sergey Dvortsevoy     | Kazajistán         |
| Somos una familia / Un asunto de familia | Manbiki kazoku               | Hirokazu Koreeda      | Japón              |
| Vivir deprisa, amar despacio             | Plaire, aimer et courir vite | Christophe Honoré     | Francia            |
| Leto                                     | Leto                         | Kirill Serebrennikov  | Rusia              |
| Tres caras                               | سه رخ / Se Rokh              | Jafar Panahi          | Irán               |
| Lo que esconde Silver Lake               | Under the Silver Lake        | David Robert Mitchell | Estados Unidos     |
| El peral silvestre                       | Ahlat Unğacı                 | Nuri Bilge Ceylan     | Turquía            |
| Yomeddine                                | Yomeddine                    | Abu Bakr Shawky       | Egipto             |

### Un Certain Regard
Las siguientes películas fueron seleccionadas para competir en la sección oficial Un Certain Regard:
| Título en España                      | Título original                                               | Director(s)                        | País de producción |
| ------------------------------------- | ------------------------------------------------------------- | ---------------------------------- | ------------------ |
| El Ángel                              | El Ángel                                                      | Luis Ortega                        | Argentina          |
| Cara de ángel                         | Gueule d'ange                                                 | Vanessa Filho                      | Francia            |
| Border                                | Gräns                                                         | Ali Abbasi                         | Suecia             |
| Donbass                               | Donbass                                                       | Sergei Loznitsa                    | Ucrania            |
| Chuva é Cantoria na Aldeia dos Mortos | Chuva é Cantoria na Aldeia dos Mortos                         | João Salaviza, Renée Nader Messora | Brasil Portugal    |
| Euforia                               | Euforia                                                       | Valeria Golino                     | Italia             |
| Rafiki                                | Rafiki                                                        | Wanuri Kahiu                       | Kenia              |
| The Gentle Indifference of the World  | Әлемнің жұмсақтық мазасыздығы / Älemniñ jumsaqtıq mazasızdığı | Adilkhan Yerzhanov                 | Kazajistán         |
| Girl                                  | Girl                                                          | Lukas Dhont                        | Bélgica            |
| The Harvesters                        | Dado Stropers                                                 | Etienne Kallos                     | Sudáfrica          |
| In my room                            | In my room                                                    | Ulrich Köhler                      | Alemania           |
| Les Chatouilles                       | Les Chatouilles                                               | Andréa Bescond, Eric Métayer       | Francia            |
| Largo viaje hacia la noche            | Di Qiu Zui Hou De Ye Wan                                      | Bi Gan                             | China              |
| Manto                                 | मंटो                                                            | Nandita Das                        | India              |
| Muere, monstruo, muere                | Muere, monstruo, muere                                        | Alejandro Fadel                    | Argentina          |
| My Favourite Fabric                   | Mon tissu préféré                                             | Gaya Jiji                          | Francia            |
| À genoux les gars                     | À genoux les gars                                             | Antoine Desrosières                | Francia            |
| Sofía                                 | Sofía                                                         | Meryem Benm'Barek-Aloïsi           | Bélgica            |

### Fuera de competición
Las siguientes películas fueron seleccionadas para ser proyectadas fuera de competición:
| Título inglés                       | Título original                | Director(s)      | País de producción |
| ----------------------------------- | ------------------------------ | ---------------- | ------------------ |
| La casa de Jack                     | The House That Jack Built      | Lars von Trier   | Dinamarca          |
| El hombre que mató a Don Quijote    | The Man Who Killed Don Quixote | Terry Gilliam    | Reino Unido        |
| Todo o nada                         | Le Grand Bain                  | Gilles Lellouche | Francia            |
| Han Solo: una historia de Star Wars | Solo: A Star Wars Story        | Ron Howard       | Estados Unidos     |
| Gotti                               | Gotti                          | Kevin Connolly   | Estados Unidos     |
| Proyecciones de medianoche          |                                |                  |                    |
| Árticortic                          | Artic                          | Joe Penna        | Islandia           |
| Whitney                             | Whitney                        | Kevin Macdonald  | Reino Unido        |
| Fahrenheit 451                      | Fahrenheit 451                 | Ramin Bahrani    | Estados Unidos     |
| Infiltrado en el Norte              | Gongjak                        | Yoon Jong-bin    | Corea del Sur      |

### Proyecciones especiales
Las siguientes películas fueron seleccionadas como especiales para ser proyectadas:
| Título inglés                           | Título original                                                                  | Director(s)                                                                       | País de producción |
| --------------------------------------- | -------------------------------------------------------------------------------- | --------------------------------------------------------------------------------- | ------------------ |
| Un día más con vida                     | Another Day of Life                                                              | Raúl de la Fuente                                                                 | España             |
| Dead Souls                              | 死靈魂 / Sǐ líng hún                                                             | Wang Bing                                                                         | China              |
| O Grande Circo Místico                  | O Grande Circo Místico                                                           | Carlos Diegues                                                                    | Brasil             |
| El Papa Francisco, un hombre de palabra | Papst Franziskus - Ein Mann seines Wortes / Le pape François: un homme de parole | Wim Wenders                                                                       | Suiza              |
| El Estado contra Mandela y los otros    | The State Against Mandela and the Others                                         | Nicolas Champeaux, Gilles Porte                                                   | Francia            |
| Ten years in Thailand                   | สิบปีในประเทศไทย / S̄ib pī nı pratheṣ̄thịy                                           | Aditya Assarat, Wisit Sasanatieng, Chulayarnon Sriphol, Apichatpong Weerasethakul | Tailandia          |
| Libre                                   | Libre                                                                            | Michel Toesca                                                                     | Francia            |
| La Traversée                            | La Traversée                                                                     | Romain Goupil                                                                     | Francia            |

### Cannes Classics
Las películas seleccionadas para el espacio Cannes Classics se anunciaon el 3 de mayo de 2017.
Películas restauradas
| Título en español                   | Título original                                                | Director(es)           | País(es) de producción |
| ----------------------------------- | -------------------------------------------------------------- | ---------------------- | ---------------------- |
| 2001: Una odisea del espacio (1968) | 2001: A Space Odyssey                                          | Stanley Kubrick        | EE. UU., Reino Unido   |
| El séptimo sello (1957)             | Det sjunde inseglet                                            | Ingmar Bergman         | Suecia                 |
| ¿Por qué lates, corazón? (1940)     | Battement de cœur                                              | Henri Decoin           | Francia                |
| Enamorada (1946)                    | Enamorada (1946)                                               | Emilio Fernández       | México                 |
| Ladrón de bicicletas (1948)         | Ladri di biciclette                                            | Vittorio De Sica       | Italy                  |
| Historia de Tokio (1953)            | 東京物語 / Tōkyō Monogatari                                    | Yasujirō Ozu           | Japón                  |
| El apartamento (1960)               | The Apartment                                                  | Billy Wilder           | EE. UU.                |
| Lamb (1964)                         | La Lutte sénégalaise                                           | Paulin Soumanou Vieyra | Senegal                |
| Diamantes de la noche (1964)        | Démanty noci                                                   | Jan Němec              | Czechoslovakia         |
| Guerra y paz (1966)                 | Война и мир / Voyna i mir                                      | Sergei Bondarchuk      | URSS                   |
| La religiosa (1966)                 | La Religieuse a.k.a. Suzanne Simonin, la Religieuse de Diderot | Jacques Rivette        | Francia                |
| Four White Shirts (1967)            | Cetri balti krekli a.k.a. Elpojiet dzili                       | Rolands Kalniņš        | URSS                   |
| La hora de los hornos (1968)        | La hora de los hornos (1968)                                   | Fernando Solanas       | Argentina              |
| Golpe por golpe (1972)              | Coup pour coup                                                 | Marin Karmitz          | Francia                |
| João a faca e o rio (1972)          | João a faca e o rio (1972)                                     | George Sluizer         | Países Bajos, Brasil   |
| Fad’jal (1979)                      | Fad’jal (1979)                                                 | Safi Faye              | Senegal                |
| A Ilha dos Amores (1982)            | A Ilha dos Amores (1982)                                       | Paulo Rocha            | Portugal, Japan        |
| Cinq et la peau (1982)              | Cinq et la peau (1982)                                         | Pierre Rissient        | Francia                |
| Paseando a Miss Daisy (1989)        | Driving Miss Daisy                                             | Bruce Beresford        | EE. UU.                |
| Cyrano de Bergerac (1990)           | Cyrano de Bergerac (1990)                                      | Jean-Paul Rappeneau    | Francia                |
| Hienas (1992)                       | Hyènes                                                         | Djibril Diop Mambéty   | Senegal                |

Documentales
| Título original                                   | Director                                          | País                  |             |
| ------------------------------------------------- | ------------------------------------------------- | --------------------- | ----------- |
| The Eyes of Orson Welles (ŒdO)                    | The Eyes of Orson Welles (ŒdO)                    | Mark Cousins          | Reino Unido |
| Be Natural : The Untold Story of Alice Guy-Blaché | Be Natural : The Untold Story of Alice Guy-Blaché | Pamela B.Green        | EE. UU.     |
| Jane Fonda in Five Acts                           | Jane Fonda in Five Acts                           | Susan Lacy            | EE. UU.     |
| Bergman - A Year in Life                          | Bergman — ett år, ett liv                         | Jane Magnusson        | Suecia      |
| Searching for Ingmar Bergman                      | À la recherche d'Ingmar Bergman                   | Margarethe von Trotta | Alemania    |

## Secciones paralelas

### Semana de la crítica
Las siguientes películas fueron seleccionadas para Semana de la Crítica:
| Título inglés                   | Título original                 | Director(s)                       | País de producción |
| ------------------------------- | ------------------------------- | --------------------------------- | ------------------ |
| Chris the Swiss                 | Chris the Swiss                 | Anja Kofmel                       | Suiza              |
| Diamantino                      | Diamantino                      | Gabriel Abrantes y Daniel Schmidt | Portugal           |
| One Day                         | Egy Nap                         | Zsófia Szilágyi                   | Hungría            |
| Fugue                           | Fuga                            | Agnieszka Smoczyńska              | Polonia            |
| Woman at War                    | Kona fer í stríð                | Benedikt Erlingsson               | Islandia           |
| Sauvage                         | Sauvage                         | Camille Vidal-Naquet              | Francia            |
| Sir                             | Monsieur                        | Rohena Gera                       | India              |
| Proyecciones especiales         |                                 |                                   |                    |
| Wildlife (película de apertura) | Wildlife (película de apertura) | Paul Dano                         | Estados Unidos     |
| Our Struggles                   | Nos Batailles                   | Guillaume Senez                   | Bélgica            |
| Shéhérazade                     | Shéhérazade                     | Jean-Bernard Marlin               | Francia            |
| Guy (cerrando película)         | Guy (cerrando película)         | Alex Lutz                         | Francia            |

### Quincena de Realizadores
Las siguientes películas fueron seleccionadas para ser proyectadas en la sección Quincena de Realizadores:
| Título en español      | Título original               | Director(s)                   | País de producción |
| ---------------------- | ----------------------------- | ----------------------------- | ------------------ |
| Amin                   | Amin                          | Philippe Faucon               | Francia            |
| Pájaros de verano      | Pájaros de verano             | Cristina Gallego, Ciro Guerra | Colombia           |
| Cómprame un revólver   | Cómprame un revólver          | Julio Hernández Cordón        | México             |
| Carmen y Lola          | Carmen y Lola                 | Arantxa Echevarria            | España             |
| Climax                 | Climax                        | Gaspar Noé                    | Francia            |
| No dejes rastro        | Leave No Trace                | Debra Granik                  | Estados Unidos     |
| The Load               | Teret                         | Ognjen Glavonic               | Serbia             |
| Mandy                  | Mandy                         | Panos Cosmatos                | Estados Unidos     |
| Mirai                  | 未来のミライ / Mirai no Mirai | Mamoru Hosoda                 | Japón              |
| El mundo es tuyo       | Le monde est à toi            | Romain Gavras                 | Francia            |
| The Pluto Moment       | Ming Wang Xing Shi Ke         | Ming Zhang                    | China              |
| Petra                  | Petra                         | Jaime Rosales                 | España             |
| La familia Samuni      | Samouni Road                  | Stefano Savona                | Italia             |
| Los silencios          | Los silencios                 | Beatriz Seigner               | Brasil             |
| El motoarrebatador     | El motoarrebatador            | Agustín Toscano               | Argentina          |
| Los confines del mundo | Les Confins Du Monde          | Guillaume Nicloux             | Francia            |
| Treat Me Like Fire     | Joueurs                       | Marie Monge                   | Francia            |
| Troppa Grazia          | Troppa Grazia                 | Gianni Zanasi                 | Italia             |
| En liberté!            | En liberté!                   | Pierre Salvadori              | Francia            |
| Weldi                  | Weldi                         | Mohamed Ben Attia             | Túnez              |

## Premios

### Selección oficial[21]
- Palma de Oro: Un asunto de familia  de Hirokazu Kore-eda
- Gran Premio del Jurado: BlacKkKlansman de Spike Lee
- Mejor Director: Paweł Pawlikowski  por Guerra fría
- Mejor interpretación femenina: Samal Yeslyamova por Ayka
- Mejor interpretación masculina: Marcello Fonte por Dogman
- Mejor guion:
  - Alice Rohrwacher  por Lazzaro feliz
  - Jafar Panahi y Nader Saeivar por 3 Faces
- Palma de Oro especial: El libro de las imágenes de Jean-Luc Godard

### Premios independientes
Un Certain Regard
- Premio Un Certain Regard: Gräns de Ali Abbasi
- Premio del Jurat Un Certain Regard: Chuva é Cantoria na Aldeia dos Mortos de João Salaviza y Renée Nader Messora
- Premio Un Certain Regard al mejor director: Sergei Loznitsa por Donbass
- Premio del Jurado Un Certain Regard a la mejor actuación: Victor Polster por Girl
- Premio Un Certain Regard al mejor guion: Meryem Benm'Barek-Aloïsi por Sofia

Cinéfondation
- Primer Premio: The Summer of the Electric Lion de Diego Céspedes
- Segundo Premio
  - Calendar de Igor Poplauhin
  - The Storms in Our Blood de Shen Di
- Tercer Premio: Inanimate de Lucia Bulgheroni

Golden Camera
- Caméra d'Or: Girl de Lukas Dhont

### Premis independents
Premis FIPRESCI
- En Competición: Beoning de Lee Chang-dong
- Un Certain Regard: Girl de Lukas Dhont
- Semana Internacional de la Crítica: Egy Nap de Zsófia Szilágyi

Premio Ecuménico
- Premio del Jurado Ecuménico: Cafarnaúm de Nadine Labaki
- Mención Especial:  BlacKkKlansman de Spike Lee

Semana Internacional de la Crítica
- Gran Premio Nespresso: Diamantino de Gabriel Abrantes y Daniel Schmidt
- Premio Leica Cine Discovery al curtmetratge: Hector Malot: The Last Day of the Year de Jacqueline Lentzou
- Premio Louis Roederer Foundation Rising Star: Félix Maritaud por Sauvage
- Premio Gan Foundation a la Distribución: Monsieur de Rohena Gera
- Premio SACD: Kona fer í stríð de Benedikt Erlingsson y Ólafur Egill Egilsson
- Premio Canal+ al cortometraje: A Wedding Day de Elias Belkeddar

Quincena de realizadores
- Premio Art Cinema: Climax de Gaspar Noé
- Premio SACD: En liberté ! de Pierre Salvadori
- Premio Europa Cinemas Label: Troppa grazia de Gianni Zanasi
- Premio Illy al mejor cortometraje: Skip Day de Ivete Lucas y Patrick Bresnan
- Carrosse d'Or: Martin Scorsese[28]

L'Œil d'or
- L'Œil d'or: La familia Samuni  de Stefano Savona
- Menció Especial:
  - Libre de Michel Toesca
  - The Eyes of Orson Welles de Mark Cousins

Palma Queer
- Palm Queer: Girl de Lukas Dhont
- Premio Palm Queer al cortometraje: The Orphan de Carolina Markowicz

Palma Dog
- Palma Dog: reparto canino de Dogman
- Gran Premio del Jurado: Diamantino
- Premio Palm DogManitarian: Vanessa Davies y su pug Patrick
- Premio Especial del Jurado: Perros de seguridad Lilou, Glock y Even

Premio François Chalais
- Premio François Chalais: Yomeddine de Abu Bakr Shawky

Premio Vulcain al Artista Técnico
- Premio Vulcain: Shin Joom-hee por Beoning (direcció artística)[34]

Premio Cannes Soundtrack
- Premio Cannes Soundtrack: Roma Zver y German Osipov por Summer

Trophée Chopard
- Trophée Chopard: Elizabeth Debicki y Joe Alwyn[36]